# Kunstjahr 1912
Liste der Kunstjahre

1910 | 1911 | Kunstjahr 1912 | 1913 | 1914 | 1915 | 1916 | ► | ►►

Weitere Ereignisse
Dieser Artikel behandelt das Kunstjahr 1912.

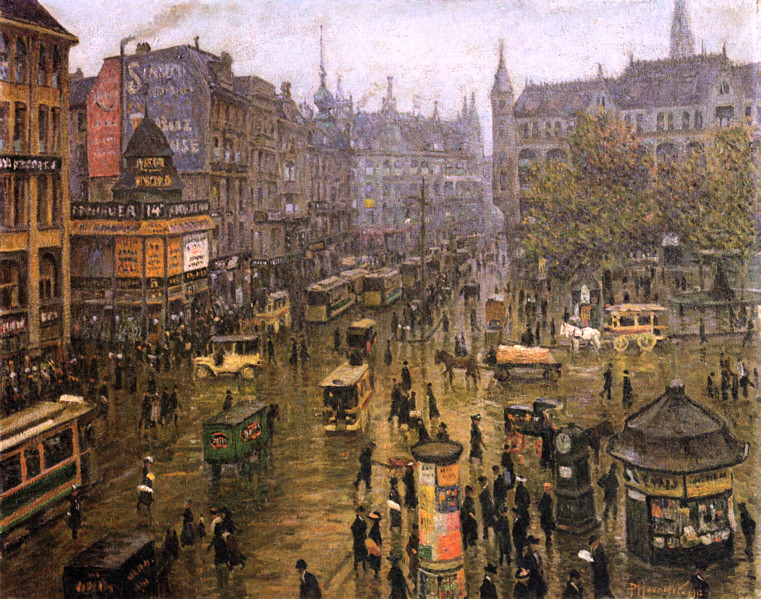
Berlin 1912, dargestellt im Gemälde Spittelmarkt von Paul Hoeniger

## Ereignisse

### Archäologie
- 6. Dezember: Der deutsche Archäologe Ludwig Borchardt entdeckt in Tell El-Amarna die 3000 Jahre alte Büste der Nofretete, Gattin des Echnaton.

### Architektur

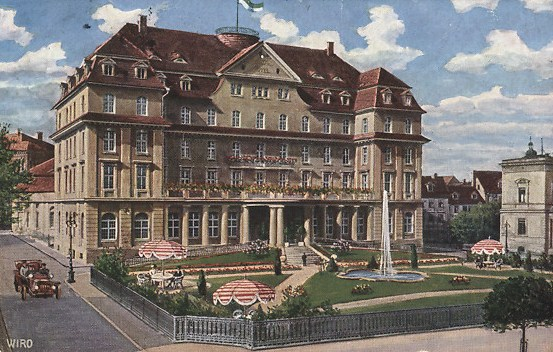
Schloßhotel Gotha 1912

- 26. Januar: Das vom Architekturbüro Hart & Lesser in nur zehn Monaten erbaute Schlosshotel Gotha wird eröffnet.

Der nach seinem Einsturz im Jahr 1902 wiedererrichtete Markusturm in Venedig wird nach neunjähriger Bauzeit eingeweiht. 

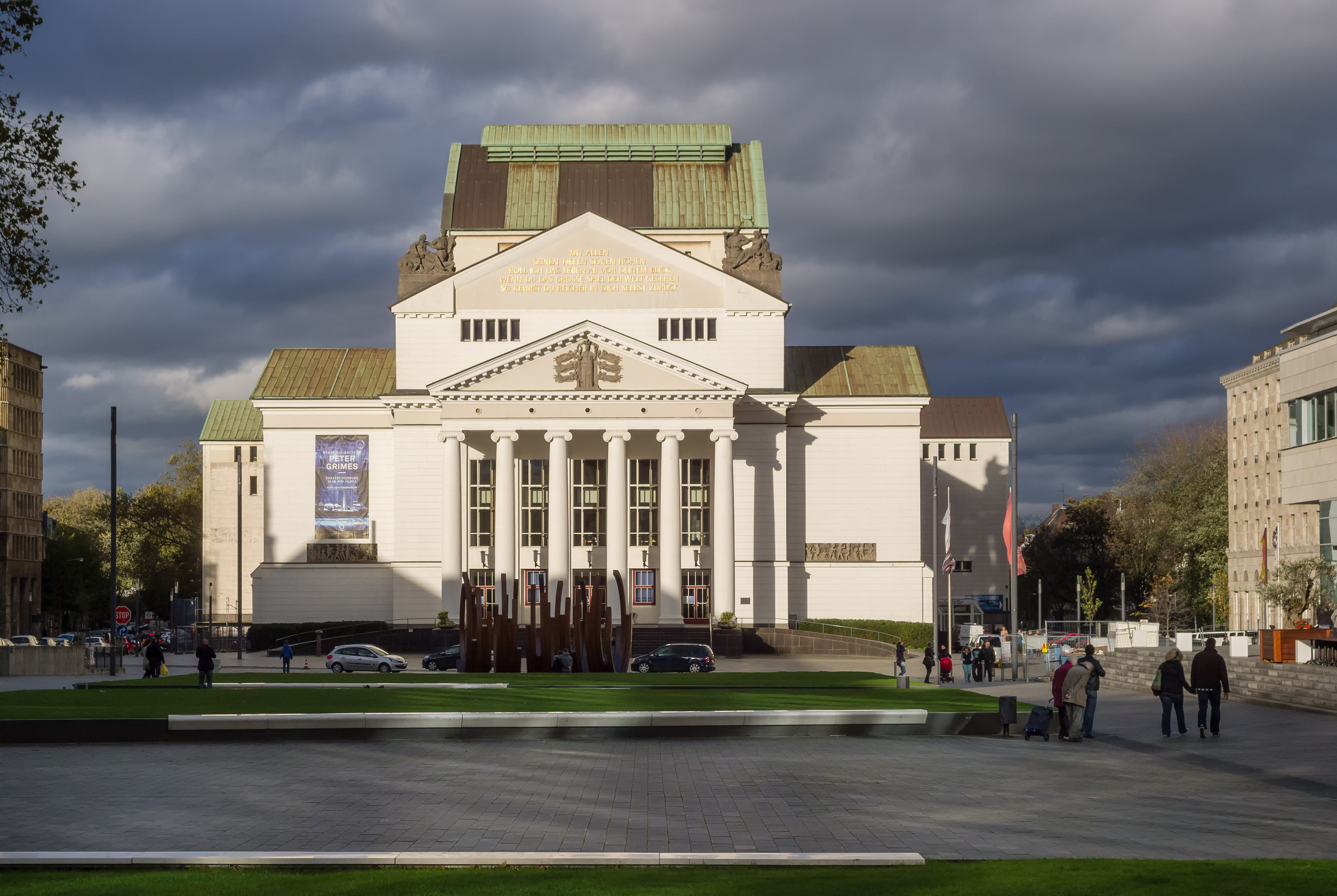
Theater Duisburg

Das nach einem Entwurf des Architekten Martin Dülfer im neoklassizistischen Stil errichtete Theater Duisburg in der Innenstadt von Duisburg wird fertiggestellt. Die feierliche Eröffnung erfolgt am 7. November.
Der von Said Muhammad Rahim II., dem Khan des Khanats Chiwa, in Auftrag gegebene Nurulla-Bei-Palast wird zwei Jahre nach seinem Tod fertiggestellt und von seinem Sohn Esfendijar als Residenz genutzt. Die gesamte Palastanlage erstreckt sich auf einer Fläche von 198 mal 143 Metern und umfasst eine kleine Parkanlage und mehrere Gebäude. Die Anlage ist von einer Ziegelmauer umschlossen, die von kleinen, ebenfalls aus Ziegeln gebauten Türmen gekrönt ist. Insgesamt ist die Architektur des Gebäudes geprägt von einem Stilmix aus traditioneller orientalischer Architektur und europäischen Stilelementen.

### Malerei

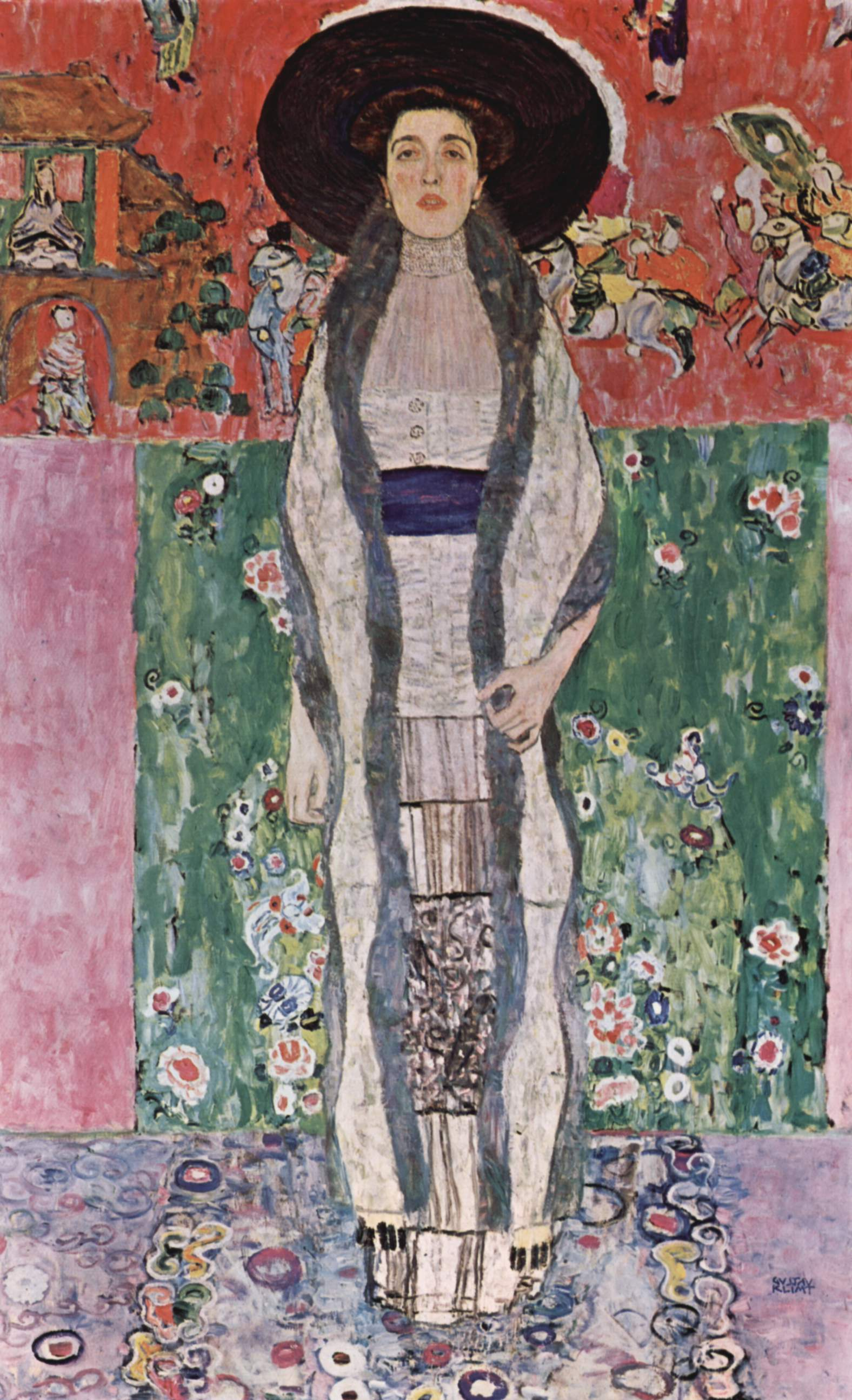
Gustav Klimt: Adele Bloch-Bauer II

- Januar: Marcel Duchamp malt Nu descendant un escalier no. 2, ein Schlüsselwerk der klassischen Moderne, das er im Pariser Salon des Indépendants zur vom 20. März bis 16. Mai stattfindenden Ausstellung einreicht. Die Künstler der kubistischen Puteaux-Gruppe, allen voran Albert Gleizes und Jean Metzinger, fassen Duchamps Werk jedoch als Verspottung ihres Stils auf und lehnen das Werk deshalb ab. Duchamp wird am Tag der Ausstellungseröffnung von seinen Brüdern Jacques und Raymond von der Entscheidung unterrichtet. Marcel Duchamp geht in der Folgezeit auf Distanz zu den Kubisten. Nur einen Monat später stellt er den Akt bei einer Kubistenausstellung in Barcelona aus, wo das Bild kaum Aufmerksamkeit erregt.
- 26. April: Im Piper Verlag erscheint der Almanach Der Blaue Reiter, herausgegeben von Wassily Kandinsky und Franz Marc. Mäzene des Vorhabens sind der Kunstsammler Bernhard Koehler, der Verleger Reinhard Piper und der Kunsthistoriker Hugo von Tschudi.

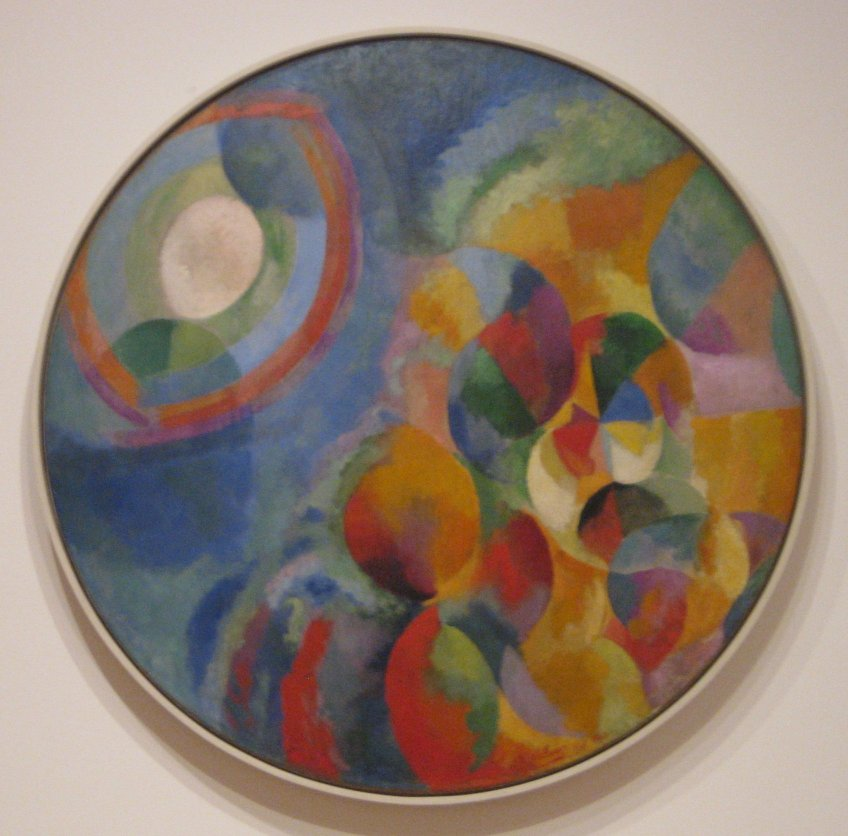
Delauney: Soleil Lune Simultané 1, 1912/13

- Die Bezeichnung Orphismus wird von dem Schriftsteller Guillaume Apollinaire für die Bilder Robert Delaunays geprägt, der im selben Jahr eine Einführung zur Delaunay-Ausstellung in der Galerie Der Sturm von Herwarth Walden gibt. Er sieht darin die Überwindung des Kubismus.
- Georges Braque und Pablo Picasso entwickeln die Papier collé, eine Frühform der Collage.
- Egon Schiele malt in Öl auf Holz das expressionistische Porträt Wally, das seine Geliebte Walburga Neuzil darstellt. Zur gleichen Zeit entsteht auch das Selbstporträt mit Lampionfrüchten.
- Marianne von Werefkin, Mitglied der expressionistischen Künstlergruppe Neue Künstlervereinigung München malt in Tempera auf Karton das sozialkritische Gemälde Fabrikstadt.
- Juan Gris malt eine Hommage an Pablo Picasso.
- Paul Émile Chabas vollendet nach drei Jahren sein Werk Matinée de Septembre, das einen Skandal hervorruft.

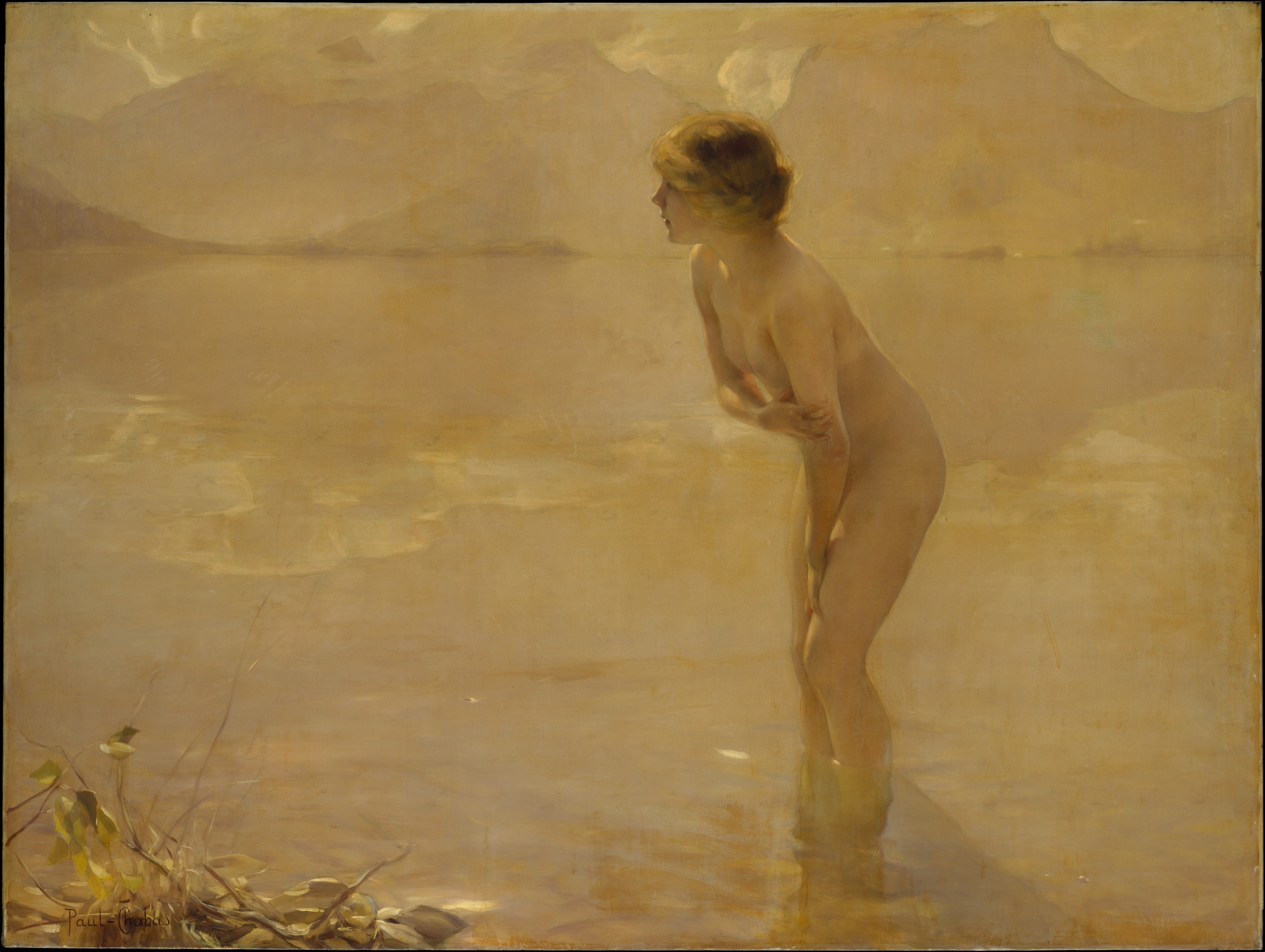
Paul Émile Chabas: September Morning, Öl auf Leinwand

### Ausstellungen und Museen

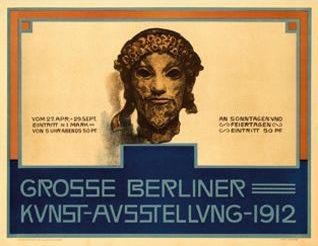
Werbepostkarte Grosse Berliner Kunstausstellung 1912, von Hans Looschen

- 5. bis 24. Februar: In der Pariser Galerie Bernheim-Jeune findet die erste Gruppenausstellung der Futuristen außerhalb Italiens statt.
- 12. April: Herwarth Walden organisiert in der Galerie der Zeitschrift Der Sturm in Berlin die erste Futuristen-Ausstellung in Deutschland.
- 25. Mai bis 30. September: In Köln findet eine Ausstellung des Sonderbundes statt.
- Herbst: Die kubistische Ausstellungsgemeinschaft Section d’Or hat in der Galerie La Boétie in Paris ihre erste Ausstellung, begleitet von der Publikation Du Cubisme von Jean Metzinger und Albert Gleizes. Dort wird unter anderem Marcel Duchamps Gemälde Nu descendant un escalier no. 2 gezeigt.

- 5. Oktober bis 31. Dezember: Trotz des Misserfolgs der ersten Ausstellung im Jahr 1910 organisiert Roger Fry eine Second Post-Impressionist Exhibition. Sekretär dieser Ausstellung ist Leonard Woolf. Neben den französischen Impressionisten werden in dieser Ausstellung auch zeitgenössische britische Werke unter anderem von Duncan Grant und Vanessa Bell gezeigt.

- Die russische-Avantgarde-Künstlergruppe Eselsschwanz um Michail Fjodorowitsch Larionow und Natalija Sergejewna Gontscharowa hat ihre erste Ausstellung.
- Die Kunstausstellungshalle am Marientor in Nürnberg wird errichtet.

### Olympische Spiele

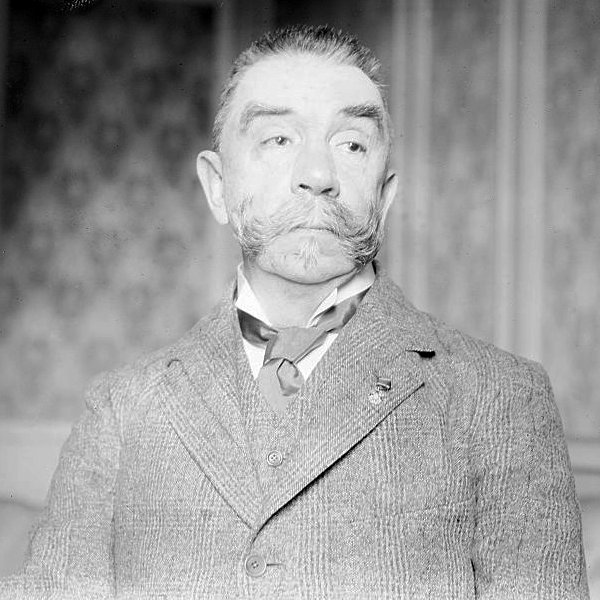
Walter Winans

- Bei den Olympischen Spielen in Stockholm werden auch Kunstwettbewerbe in den Bereichen Baukunst, Literatur, Musik, Malerei sowie Bildhauerkunst abgehalten. Walter Winans erhält die Goldmedaille im Bereich Bildhauerei für sein Werk Amerikanischer Traber.

## Geboren
- 04. Januar: Marta Hoepffner, deutsche Fotografin († 2000)
- 28. Januar: Jackson Pollock, US-amerikanischer Maler († 1956)

- 04. März: Afro Basaldella, italienischer Maler († 1976)
- 14. März: Werner-Viktor Toeffling, deutscher Maler und Bühnenbildner († 2001)
- 22. März: Agnes Martin, US-amerikanische Künstlerin des Minimalismus († 2004)

- 13. April: Bernhard von Glisczynski, deutscher Architekt († 1993)
- 14. April: Robert Doisneau, französischer Fotograf († 1994)

- 15. Mai: Max Kämpf, Schweizer Maler und Zeichner († 1982)

- 04. Juni: Robert Jacobsen, dänischer Künstler († 1993)

- 10. Juli: Hans Meyers, deutscher Künstler und Autor († 2013)
- 01. August: Gego, deutsch-venezolanische Bildhauerin, Installationskünstlerin, Architektin und Zeichnerin († 1994)

- 01. August: Damien Parer, australischer Kameramann und Fotograf († 1944)
- 21. August: Robert Lips, Schweizer Comiczeichner († 1975)
- 29. August: Emil Schumacher, deutscher Maler († 1999)

- 06. September: Nicolas Schöffer, ungarisch-französischer Bildhauer († 1992)
- 21. September: Chuck Jones, US-amerikanischer Comiczeichner († 2002)
- 29. September: Michelangelo Antonioni, italienischer Filmregisseur, Autor und Maler († 2007)

- 16. Oktober: Ludwig Schwarzer, österreichischer Maler († 1989)
- 31. Oktober: Ollie Johnston, US-amerikanischer Trickfilmzeichner († 2008)

- 05. November: Carl Baumann, deutscher Künstler († 1996)
- 28. November: Morris Louis, US-amerikanischer Maler († 1962)

- 01. Dezember: Minoru Yamasaki, US-amerikanischer Architekt († 1986)
- 20. Dezember: Walter Henn, deutscher Architekt, Bauingenieur und Hochschullehrer († 2006)
- 26. Dezember: Johnny Friedlaender, deutscher Graphiker und Radierer, Wegbereiter der modernen Farbradierung († 1992)

## Gestorben
- 25. Januar: Karl Junker, deutscher Maler, Bildhauer und Architekt (* 1850)
- 16. März: Elizabeth Adela Forbes, kanadische Malerin des Spätimpressionismus (* 1859)
- 20. April: Pedro Lira, chilenischer Maler (* 1845)
- 01. Juni: Daniel Hudson Burnham, US-amerikanischer Stadtplaner und Architekt (* 1846)
- 07. Juni: Albert Welti, Schweizer Maler und Radierer (* 1862)
- 04. Juli: Hinrich Wrage, deutscher Landschaftsmaler und Grafiker (* 1843)
- 10. August: Paul Wallot, deutscher Architekt (* 1841)
- 07. Oktober: Wilhelm Manchot, deutscher Architekt (* 1844)
- 17. November: Richard Norman Shaw, britischer Architekt (* 1831)
- 06. Dezember: Henry Browne Hagreen, britischer Maler (* um 1831)

- Mishkin-Qalam, persischer Kalligraf (* 1826)